# Агаузен
Агаузен (нім. Ahausen) — громада в Німеччині, розташована в землі Нижня Саксонія. Входить до складу району Ротенбург-на-Вюмме. Складова частина об'єднання громад Зоттрум.
Площа — 34,41 км2. Населення становить 1920 ос. (станом на 31 грудня 2021).